# Fort-Mahon-Plage
Fort-Mahon-Plage – miejscowość i gmina we Francji, w regionie Hauts-de-France, w departamencie Somma.
Według danych na rok 2011 gminę zamieszkiwało 1278 osób, a gęstość zaludnienia wynosiła 98 osób/km² (wśród 2293 gmin Pikardii Fort-Mahon-Plage plasuje się na 277. miejscu pod względem liczby ludności, natomiast pod względem powierzchni na miejscu 272.).

## Współpraca
Miejscowości partnerskie:
- Bewdley, Anglia
- Wellin, Belgia